# Maria Fortunate Grotta
Maria Fortunate Grotta (getauft 29. April 1789 in Amsterdam; gestorben 19. November 1825 ebenda) war eine niederländische Schauspielerin.

## Leben
Maria Grotta wurde am 29. April 1789 in der römisch-katholischen Kirche ’t Boompje in Amsterdam getauft. Sie war die Tochter des Tänzers Matteo Nicola Grotta (ca. 1758–1799) und Elisabeth Leroux (1769–1840) und hatte eine ältere Schwester und einen jüngeren Bruder. Ihr Vater stammte aus Lucca in Italien und war der Stadsschouwburg Amsterdam verbunden. Als Maria Grotta zehn Jahre alt war, starb ihr Vater. Ein Jahr später heiratete ihre Mutter erneut.
Maria Grotta trat 1803 der Truppe des Amsterdamer Stadttheaters als „élève“ bei. Im Jahr 1808 spielte sie die Rolle der Fanfan im Drama „Fanfan en Klaas, of de Twee zoogbroeders“. Der Dramatiker Abraham Louis Barbaz war von ihrem Talent überzeugt, hatte sich aber „etwas mehr Schalkhaftigkeit in ihren Stücken gewünscht“.
Maria Fortunate Grotta heiratete am 25. August 1809 in Amsterdam den 20 Jahre älteren Schauspieler Petrus Johannes Snoeck (1769–1848). Sie heirateten ein Jahr nach dem Tod von Snoecks Frau Helena Snoek. Aus dieser Ehe gingen 1 Sohn und 2 Töchter hervor. Ihre Trauzeugen waren die Schauspieler Theodorus Majofski und Dirk Kamphuijzen. Ihr Sohn Theodorus Joannes wurde 1810 geboren, ihre Tochter Helena Anna Maria 1813 und Anna Gesina Theodora wurde 1815 geboren.
Auch nach der Heirat war Maria Grotta weiter als Schauspielerin tätig. Sie spielte hauptsächlich kleinere Rollen. 1816 wurde sie für ihren „lispeligen Ton“ kritisiert, aber 1818 spielte sie die Rolle der Ema in der Tragödie Zelmire so gut, dass sie dafür viel Lob bekam. Ende desselben Jahres starb Sohn Theodorus Joannes im Alter von acht Jahren. Anfang 1825 lebte das Paar am Leidseplein. Es ist nicht bekannt, warum Maria Grotta in diesem Jahr im „Freiluftkrankenhaus“, dem ehemaligen Pesthaus, am Overtoom untergebracht wurde. Das Gästehaus kümmerte sich hauptsächlich um Geisteskranke, unheilbar Kranke und Menschen, die an ansteckenden Krankheiten litten. Maria Fortunate Grotta starb am 19. November 1825 im Alter von 36 Jahren in diesem Gästehaus. Dem Nachruf ihres Mannes zufolge starb sie „an den Folgen eines schweren Brustleidens“.